# Біг на 5000 метрів
Біг на 5000 метрів — стаєрська легкоатлетична дисципліна, що входить до програми Олімпійських ігор та чемпіонатів світу з легкої атлетики. Крім бігу на стадіоні існує кросова різновидність дисципліни, для якої рекорди не реєструються. Здебільшого біг на 5 км проводиться на стадіоні, але іноді й в залах. Рекорди для бігу на відкритому повітрі й під дахом реєструються окремо.
Пробігти 5 км можуть не тільки професіонали, а й любителі, тому цей вид бігу має доволі значну популярність. У змаганнях професійних спортсменів роль відіграє не тільки швидкість та витривалість, а й тактика.

## Чільна десятка бігунів усіх часів

### Чоловіки
- Станом на липень 2021[3].

| Місце | Час      | Спортсмен          | Країна  | Дата           | Місце     |
| ----- | -------- | ------------------ | ------- | -------------- | --------- |
| 1.    | 12.35,36 | Джошуа Чептегей    | Уганда  | 14 серпня 2020 | Монако    |
| 2.    | 12.37,35 | Кененіса Бекеле    | Ефіопія | 31 травня 2004 | Генгело   |
| 3.    | 12.39,36 | Хайле Гебрселассіє | Ефіопія | 13 червня 1998 | Гельсінкі |
| 4.    | 12.39,74 | Даніель Комен      | Кенія   | 22 серпня 1997 | Брюссель  |
| 5.    | 12.43,02 | Селемон Барега     | Ефіопія | 31 серпня 2018 | Брюссель  |
| 6.    | 12.45,82 | Хагос Гебрхівет    | Ефіопія | 31 серпня 2018 | Брюссель  |
| 7.    | 12.46,53 | Еліуд Кіпчоґе      | Кенія   | 02 липня 2004  | Рим       |
| 8.    | 12.46,79 | Йоміф Кеджелча     | Ефіопія | 31 серпня 2018 | Брюссель  |
| 9.    | 12.46,81 | Деджен Гебремескел | Ефіопія | 06 липня 2012  | Париж     |
| 10.   | 12.47,04 | Сілеші Сігіне      | Ефіопія | 02 липня 2004  | Рим       |

### Жінки
- Станом на липень 2021[4].

| Місце | Час      | Спортсменка      | Країна  | Дата           | Місце     |
| ----- | -------- | ---------------- | ------- | -------------- | --------- |
| 1.    | 14:05,20 | Фейт Кіп'єгон    | Кенія   | 09 червня 2023 | Париж     |
| 2.    | 14.06,62 | Летесенбет Гідей | Ефіопія | 07 жовтня 2020 | Валенсія  |
| 3.    | 14.06,62 | Тірунеш Дібаба   | Ефіопія | 06 червня 2008 | Осло      |
| 4.    | 14.06,62 | Алмаз Аяна       | Ефіопія | 02 червня 2016 | Рим       |
| 5.    | 14.06,62 | Месерет Дефар    | Ефіопія | 22 липня 2008  | Стокгольм |
| 6.    | 14.06,62 | Гудаф Цегай      | Ефіопія | 08 червня 2021 | Генгело   |
| 7.    | 14.06,62 | Еджгаєху Тає     | Ефіопія | 08 червня 2021 | Генгело   |
| 8.    | 14.06,62 | Сенбере Тефері   | Ефіопія | 08 червня 2021 | Генгело   |
| 9.    | 14.06,62 | Гензебе Дібаба   | Ефіопія | 04 липня 2015  | Париж     |
| 10.   | 14.06,62 | Геллен Обірі     | Кенія   | 08 червня 2017 | Рим       |

## Рекорди
Рекорди світу з бігу на 5000 м (1912—1978 роки)
| Час                                     | Прізвище (країна)                                                                                         | Місто                            |                                  | Дата                                                |
| 14.36,6                                 | X. Колехмайнен (Финляндія)                                                                                | Стокгольм                        | Стокгольм                        | 10.7.1912                                           |
| 14.35,4                                 | П. Нурмі (Финляндія)                                                                                      | Стокгольм                        | Стокгольм                        | 12.9.1922                                           |
| 14.28,2                                 | П. Нурмі (Финляндія)                                                                                      | Хельсінкі                        | Хельсінкі                        | 19.6.1924                                           |
| 14.17,0                                 | Л. Лехтинен (Финляндія)                                                                                   | Хельсінкі                        | Хельсінкі                        | 19.6.1932                                           |
| 14.08,8                                 | Т. Мякі (Финляндія)                                                                                       | Хельсінкі                        | Хельсінкі                        | 16.6.1939                                           |
| 13.58,2                                 | Г. Хегг (Швеція)                                                                                          | Ґетеборг                         | Ґетеборг                         | 20.9.1942                                           |
| 13.57,2 13.56,6 13.51,6 13.51,2 13.50,8 | 3. Затопек (Чехословаччина) В. Куц (СРСР) К. Чатауей (Велика Британія) В. Куц (СРСР) Ш. Ихарош (Угорщина) | Париж Берн Лондон Прага Будапешт | Париж Берн Лондон Прага Будапешт | 30.5.1954 29,8,1954 13.10.1954 23,10,1954 10,9,1955 |
| 13.46,8                                 | В. Куц (СРСР)                                                                                             | Белград                          | Белград                          | 18,9,1955                                           |
| 13.40,6                                 | Ш. Ихарош (Угорщина)                                                                                      | Будапешт                         | Будапешт                         | 23,10,1955                                          |
| 13.36,8                                 | Г. Пірі (Велика Британія)                                                                                 | Берген                           | Берген                           | 19,6,1956                                           |
| 13.35,0                                 | В. Куц (СРСР)                                                                                             | Рим                              | Рим                              | 13.10.1957                                          |
| 13.34,8                                 | Р. Кларк (Австралія)                                                                                      | Хоберт                           | Хоберт                           | 16.1.1965                                           |
| 13.33,6                                 | Р. Кларк (Австралія)                                                                                      | Окленд                           | Окленд                           | 1.2.1965                                            |
| 13,25,8                                 | Р. Кларк (Австралія)                                                                                      | Лос-Анджелес                     | Лос-Анджелес                     | 5.6.1965                                            |
| 13.24,2                                 | К. Кейно (Кенія)                                                                                          | Окленд                           | Окленд                           | 30.11.І965                                          |
| 13.16,6                                 | Р. Кларк (Австралія)                                                                                      | Стокгольм                        | Стокгольм                        | 6.1966                                              |
| 13.13,0                                 | 3. Путтеманс (Бельгія)                                                                                    | Брюссель                         | Брюссель                         | 20.9.1972                                           |
| 13,12,9                                 | Р. Квокс                                                                                                  | (Новая Зеландія)                 | (Новая Зеландія)                 | 1977                                                |
| 13,08,4                                 | Х. Рено                                                                                                   | Берклі                           | Берклі                           | 8.4.1978                                            |

#### Ера IAAF
Перший світовий рекорд у бігу на 5000 м серед чоловіків був зафіксований Міжнародною асоціацією легкоатлетичних федерацій (IAAA) 1912 року.
Станом на 17 липня 2021 року було зафіксовано 36 світових рекордів.

### Жінки
Рекорди світу в бігові на 5000 м серед жінок реєструються з 1981.
Станом на 17 липня 2021 року було зафіксовано 14 світових рекордів.
| 15:14.51 | Пола Фадж (GBR)          | 1981-09-13 | Кнарвік, Норвегія       |
| 15:13.22 | Енн Одейн (NZL)          | 1982-03-17 | Окленд, Нова Зеландія   |
| 15:08.26 | Мері Декер-Слейні (USA)  | 1982-07-05 | Юджин, США              |
| 14:58.89 | Інгрід Крістіансен (NOR) | 1984-06-28 | Осло, Норвегія          |
| 14:48.07 | Зола Бадд (GBR)          | 1985-08-26 | Лондон, Велика Британія |
| 14:37.33 | Інгрід Крістіансен (NOR) | 1986-08-05 | Стокгольм, Швеція       |
| 14:36.45 | Фернанда Рібейру (POR)   | 1995-07-22 | Гехтель, Бельгія        |
| 14:31.27 | Дон Яньмей (CHN)         | 1997-10-21 | Шанхай, КНР             |
| 14:28.09 | Бо Цзян (CHN)            | 1997-10-23 | Шанхай, КНР             |
| 14:24.68 | Елван Абейлеґессе (TUR)  | 2004-06-11 | Берген, Норвегія        |
| 14:24.53 | Месерет Дефар (ETH)      | 2006-06-03 | Нью-Йорк, США           |
| 14:16.63 | Месерет Дефар (ETH)      | 2007-06-15 | Осло, Норвегія          |
| 14:11.15 | Тірунеш Дібаба (ETH)     | 2008-06-06 | Осло, Норвегія          |
| 14:06.62 | Летесенбет Гідей (ETH)   | 2020-10-07 | Валенсія, Іспанія       |
| 14:05,20 | Фейт Кіп'єгон (KEN)      | 2023-06-09 | Париж, Франція          |

 Зола Бадд (RSA) пробігла за 15:01.83 в 1984, але цей час не було ратифіковано.

## Олімпійські чемпіони та медалісти

### Чоловіки
| Дисципліни          | Золото                       | Срібло                       | Бронза                         |
| ------------------- | ---------------------------- | ---------------------------- | ------------------------------ |
| Стокгольм 1912      | Фінляндія Ганнес Колехмайнен | Франція Жан Буен             | Велика Британія Джордж Гатсон  |
| Антверпен 1920      | Франція Жозеф Гіймо          | Фінляндія Пааво Нурмі        | Швеція Ерік Бакман             |
| Париж 1924          | Фінляндія Пааво Нурмі        | Фінляндія Вілле Рітола       | Швеція Едвін Віде              |
| Амстердам 1928      | Фінляндія Вілле Рітола       | Фінляндія Пааво Нурмі        | Швеція Едвін Віде              |
| Лос-Анджелес 1932   | Фінляндія Лаурі Лехтінен     | США Ральф Гілл               | Фінляндія Лаурі Віртанен       |
| Берлін 1936         | Фінляндія Гуннар Гекерт      | Фінляндія Лаурі Лехтінен     | Швеція Генрі Юнссон            |
| Лондон 1948         | Бельгія Гастон Рейфф         | Чехословаччина Еміль Затопек | Нідерланди Вім Слейкгойс       |
| Гельсінкі 1952      | Чехословаччина Еміль Затопек | Франція Ален Мімун           | Німеччина Герберт Шаде         |
| Мельбурн 1956       | СРСР Володимир Куц           | Велика Британія Гордон Пірі  | Велика Британія Дерек Ібботсон |
| Рим 1960            | Нова Зеландія Маррі Голберг  | Німеччина Ганс Гродоцкі      | Польща Казимерж Зимний         |
| Токіо 1964          | США Боб Скал                 | Німеччина Гаральд Норпот     | США Білл Деллінджер            |
| Мехіко 1968         | Туніс Могамад Ґаммуді        | Кенія Кіпчоге Кейно          | Кенія Нафталі Тему             |
| Мюнхен 1972         | Фінляндія Лассе Вірен        | Туніс Могамад Ґаммуді        | Велика Британія Ієн Стюарт     |
| Монреаль 1976       | Фінляндія Лассе Вірен        | Нова Зеландія Дік Квекс      | ФРН Клаус-Петер Гільденбранд   |
| Москва 1980         | Ефіопія Мірутс Їфтер         | Танзанія Сулейман Ньямбуї    | Фінляндія Карло Манінка        |
| Лос-Анджелес 1984   | Марокко Саїд Ауїта           | Швейцарія Маркус Ріффель     | Португалія Антоніо Лейтан      |
| Сеул 1988           | Кенія Джон Нгугі             | ФРН Дітер Бауманн            | НДР Гансєрг Кунце              |
| Барселона 1992      | Німеччина Дітер Бауманн      | Кенія Пол Біток              | Ефіопія Фіта Баїсса            |
| Атланта 1996        | Бурунді Венусте Ньйонгабо    | Кенія Пол Біток              | Марокко Халід Буламі           |
| Сідней 2000         | Ефіопія Мілліон Волде        | Алжир Алі Саїді-Сієф         | Марокко Брагім Лаглафі         |
| Афіни 2004          | Марокко Гішам Ель-Герруж     | Ефіопія Кененіса Бекеле      | Кенія Еліуд Кіпчоге            |
| Пекін 2008          | Ефіопія Кененіса Бекеле      | Кенія Еліуд Кіпчоге          | Кенія Едвін Сой                |
| Лондон 2012         | Велика Британія Мо Фара      | Ефіопія Деджен Гебремескел   | Кенія Томас Лонгосіва          |
| Ріо-де-Жанейро 2016 | Велика Британія Мо Фара      | США Пол Челімо               | Ефіопія Хагос Гебрхівет        |

### Жінки
| Дисципліни          | Золото                 | Срібло                      | Бронза                 |
| ------------------- | ---------------------- | --------------------------- | ---------------------- |
| Атланта 1996        | КНР Ван Цзюнься        | Кенія Полін Конга           | Італія Роберта Брунет  |
| Сідней 2000         | Румунія Габріела Сабо  | Ірландія Соня О'Саллівен    | Ефіопія Гете Вамі      |
| Афіни 2004          | Ефіопія Месерет Дефар  | Кенія Ізабелла Очічі        | Ефіопія Тірунеш Дібаба |
| Пекін 2008          | Ефіопія Тірунеш Дібаба | Туреччина Елван Абейлегессе | Ефіопія Месерет Дефар  |
| Лондон 2012         | Ефіопія Месерет Дефар  | Кенія Вів'єн Черуйот        | Ефіопія Тірунеш Дібаба |
| Ріо-де-Жанейро 2016 | Кенія Вів'єн Черуйот   | Кенія Геллен Обірі          | Ефіопія Алмаз Аяна     |

## Виноски
1. ↑  iaaf.org — 5000 Metre Records — Outdoor. Архів оригіналу за 16 липня 2012. Процитовано 5 липня 2012.
2. ↑  iaaf.org — 5000 Metre Records — Indoor. Архів оригіналу за 15 серпня 2012. Процитовано 5 липня 2012.
3. ↑   [Архівовано 17 липня 2021 у Wayback Machine.]. IAAF. Retrieved on 2021-17-07.
4. ↑  All time Women's 1500 metres [Архівовано 16 липня 2021 у Wayback Machine.]. IAAF. Retrieved on 2021-17-07.
5. 1 2  
12th IAAF World Championships In Athletics: IAAF Statistics Handbook. Berlin 2009 (pdf). Monte Carlo: IAAF Media & Public Relations Department. 2009. с. Pages 546, 551. Архів (PDF) оригіналу за 29 жовтня 2012. Процитовано 9 серпня 2009.
6. 1 2 3 4 5 6 7 8 9 10 11 12 13 14 15 16 17  
12th IAAF World Championships In Athletics: IAAF Statistics Handbook. Berlin 2009 (pdf). Monte Carlo: IAAF Media & Public Relations Department. 2009. с. Pages 546, 643. Архів (PDF) оригіналу за 29 жовтня 2012. Процитовано 9 серпня 2009.